# Varnacultuur
De Varnacultuur is de archeologische cultuur die bekend is van het grafveld van Varna. Deze kopertijdcultuur was een lokale variant van de Gumelnițacultuur, rond 4500 v.Chr. gedateerd. De cultuur deed aan metaalbewerking en kende een uitgebreide traditie van begraven.